# Trabajador autónomo
Un trabajador autónomo, trabajador por cuenta propia o simplemente independiente, cuentapropista, (en inglés, freelance), contratista independiente, es un trabajador que se desempeña de forma independiente, es decir, sin depender de otra organización, ofreciendo su fuerza laboral a clientes con libertad de condiciones.
Un autónomo es aquel que invierte su tiempo de acuerdo a sus necesidades y las de sus clientes. En muchos casos no cumplen horarios rutinarios o de oficina, tienen la autonomía de modificar su agenda de acuerdo a la carga de trabajo que posean y en la mayoría de los casos ofrecen sus servicios por medio de contratos, especificando el tiempo que trabajarán para el empleador y bajo qué condiciones.

## Ventajas y desventajas
Las diferencias entre el autónomo y el empleo fijo pueden significar una ventaja o una desventaja para el autónomo según sean sus características personales.
Así, por ejemplo, en general el trabajador autónomo tiene una mayor variedad de asignaciones que en un empleo regular, y casi siempre tiene más libertad de escoger su horario de trabajo. Esto representa una ventaja para quien guste de una labor creativa y tenga la capacidad de administrar debidamente su tiempo de trabajo pero si el trabajador en cuestión prefiere el trabajo rutinario o carece de autodisciplina en cuanto al tiempo de trabajo, la modalidad le significará una desventaja.
La mayor ventaja de contratar a un autónomo es asegurar una comunicación efectiva, ya que el cliente tiene una comunicación directa con él, esto aumenta la calidad de respuesta y evita malentendidos entre ambas partes.
El mismo razonamiento vale en el aspecto económico. Se considera en general que el trabajo autónomo recibe mejor retribución que el fijo pero carece de beneficios laborales tales como seguro médico o indemnizaciones de retiro (a no ser que cotice en el sistema nacional de la Seguridad Social) y está sujeto a una posibilidad de variación en los ingresos. También aquí es importante la personalidad del autónomo porque le requiere prever por sí mismo la cobertura de tales riesgos (enfermedad, edad avanzada, disminución temporal de ingresos, etc.) contratando dichos servicios en el sector privado (sanidad privada, plan de pensiones privado, etc.). Donde se aprecia mejor retribución es en los consultores que optan a trabajos en el extranjero, normalmente en tareas de alta carga tecnológica.
Otro aspecto a considerar es que, en general, el autónomo se debe preocupar por la obtención de nuevos clientes, la realización de nuevos productos, la actualización de sus conocimientos, etc. Lo cual, a su vez, le brinda la oportunidad de incrementar sus ingresos e incluso, a veces, la de iniciar una empresa o la de obtener un empleo fijo de relevancia. Sin embargo, hay personas que no tienen la capacidad o la voluntad para aprovechar esas ventajas y que, por el contrario, hallarán más conveniente un empleo fijo con menores ingresos pero también con menores requerimientos, riesgos y con más estabilidad a largo plazo.
A veces un autónomo trabajará con uno o más autónomo o vendedores para formar una "agencia virtual" para servir a las necesidades particulares de un cliente para un trabajo o asignación de corto plazo o permanente. Este versátil modelo de agencia virtual puede ayudar a un autónomo a conseguir trabajos que requieren de experiencias y destrezas específicas y segmentadas fuera del ámbito de un individuo. A medida que cambian los clientes, de la misma manera pueden cambiar la base de talentos que una agencia de este tipo escoja para sus proyectos.
Muchas publicaciones y periódicos[¿cuál?] ofrecen la opción del escritor o autor fantasma. El autor fantasma se da cuando un autónomo firma con un editor, pero su nombre no aparece listado como crédito de sus artículos. Esto permite al escritor recibir beneficios, mientras continúa siendo clasificado como un autónomo, e independiente de cualquier organización establecida.
Otra desventaja es que los autónomos a menudo tienen que lidiar con contratos, asuntos legales, contabilidad, mercadeo, y otras funciones de negocios ellos mismos. Si deciden pagar por servicios profesionales, a menudo pueden convertirse en desembolsos significativos. Las horas de trabajo podrían extenderse más allá de las jornadas laborales. Normalmente se contratan esos servicios a gestorías o agencias especializadas. Hay riesgos que tener en cuenta, pero el autónomo debe ser consciente para no cometer aún más errores que jueguen en su contra.
El trabajo autónomo está considerado con una opción de ingresos adicionales, y en tiempos de crisis el autoempleo es una de las mejores opciones.

## Prácticas y compensaciones
Según el Informe de la Industria de Autónomos de 2012, compilado principalmente en Estados Unidos, casi la mitad de los trabajadores independientes trabajan escribiendo, el 18 % de los trabajadores independientes dijo que la escritura era su habilidad primaria, 10 % optó por la edición de texto y 10 % por el llamado copiapega. Los diseñadores ocupan el 20 %, traductores con un 8 %, desarrolladores web con un 5.5 % y comerciantes con un 4 % de representatividad en el mercado de autónomos. Elance, una plataforma web que conecta a profesionales independientes con contratistas, encuestó a sus miembros y 39 % de los involucrados adjuntó la escritura y edición como su habilidad especial.

## Perspectivas culturales de los autónomos
Desde un punto de vista cultural, el ser autónomo es percibido tanto por encima como por debajo del sistema social. Para serle fiel al sentido original del término acuñado por Scott, algunos americanos y la mayoría de los europeos ven el trabajo freelance como una posición socialmente más elevada ya que muchos son muy especializados y altamente tecnológicos.
Aunque la metodología de trabajo autónomo se extendió previamente en países anglosajones, sobre todo en Estados Unidos, en los últimos años ha entrado con fuerza también en todo el mercado de habla hispana. Por eso, tanto en España como en los países latinoamericanos es una modalidad creciente.[cita requerida] Este trabajo 3.0[cita requerida] está asociado con el talento, ya que con la llegada de las nuevas tecnologías desaparecen las barreras geográficas y se puede acceder a mejor talento (o más barato) aunque se encuentre a miles de kilómetros de distancia.
Internet ha abierto muchas posibilidades para los autónomo, especialmente para aquellos que trabajan en países con mano de obra barata, normalmente dedicados a la programación informática y tecnologías de la información en general. Para muchos expertos, cabe un matiz en esta afirmación, y es que Internet no entiende de barreras geográficas, pero sí culturales, por lo que nos es mucho más fácil trabajar con alguien que comparta nuestro idioma.

## Plataformas para trabajadores por cuenta propia
Existen diferentes plataformas en línea que gestionan el trabajo de los autónomos contactando a estos trabajadores con empresas de todo el mundo que necesitan diferentes tipos de servicios. 
El servicio de estas plataformas va desde la gestión de pagos, el intercambio de mensajería, la publicación de perfiles de autónomos y trabajos ofrecidos hasta, en algunos casos, la gestión integral del contrato de servicio. 
Ejemplos de estas plataformas son: 
- Upwork: en ella se publican trabajos y se contratan trabajadores remotos para casi cualquier tipo de trabajo. Se trata de una plataforma simple, que gestiona pagos a través de tarjeta de crédito o débito y ofrece servicio de mensajería. Utilizan esta plataforma empresas como: Dropbox, Airbnb, Postcron, Zendesk, etc.
- Fiverr: nacido con la idea de que cualquier trabajo se podía hacer por 5 dólares, esta plataforma ofrece principalmente autónomos de la industria del arte aunque actualmente se está extendiendo a otras áreas.
- Workana: es una empresa latinoamérica que compite como plataforma para autónomos, al igual que Upwork gestiona pagos y ofrece un espacio de intercambio de mensajes, sus freelances asociados son, en su mayoría, latinos. Algunos de sus clientes son: Smartgift, Me Atende e Innominatum.
- Toptal: es una plataforma integral de contratación de programadores y diseñadores autónomos que aseguran la realización del trabajo con la calidad y estándares establecidos por el cliente. Los riesgos de contratar por esta plataforma son casi cero, pero el costo de sus servicio es más elevado que en los demás casos. Las empresas que contratan desarrollares y trabajadores a través de esta plataforma son: J.P. Morgan, Gucci, Udemy, entre otras.

## Origen del término inglésfreelance
La etimología de la palabra deriva del término medieval inglés usado para un mercenario (free = libre y lance = lanza), es decir, un caballero que no servía a ningún señor en concreto y cuyos servicios podían ser alquilados por cualquiera.
El término fue acuñado inicialmente por Sir Walter Scott (1771-1832) en su reconocido romance histórico Ivanhoe para describir a un mercenario medieval. La frase en inglés hizo la transición a un sustantivo figurativo alrededor de 1860 y fue luego reconocido como un verbo oficialmente en 1903 por varias autoridades en lingüística tales como el Diccionario Oxford de inglés. Solamente en tiempos modernos ha mutado el término de un sustantivo (un freelance) y un adverbio (un periodista que trabaja freelance).